# Grand Diable
Grand Diable est un personnage des contes traditionnels et de la littérature d'enfance et de jeunesse de l'île de La Réunion, département d'outre-mer français dans le sud-ouest de l'océan Indien. Il est généralement, dans le conte réunionnais, un antagoniste de Ti-Jean, le petit garçon qui fait office de héros. Dans la littérature infanto-juvénile réunionnaise, il est par ailleurs souvent associé à la sorcière Grand-mère Kalle, dont il est parfois l'époux. Il habite le plus souvent au Piton de la Fournaise, le volcan actif de l'île.

## Description
Grand Diable ou « Grandiabe » est souvent décrit comme un grand être ayant des cornes de taureaux, la peau rouge. Il possède une longue queue qu'il cache sous un grand manteau. Ses pieds sont semblables aux sabots des chevaux. On peut faire une analogie de cette description à celle de la représentation du diable dans la religion catholique.